# Liste der denkmalgeschützten Objekte in Großrußbach
Die Liste der denkmalgeschützten Objekte in Großrußbach enthält die 22 denkmalgeschützten, unbeweglichen Objekte der niederösterreichischen Gemeinde Großrußbach.

## Denkmäler
| Foto |                 | Denkmal                                                                              | Standort                                                 | Beschreibung | Metadaten |
| ---- | --------------- | ------------------------------------------------------------------------------------ | -------------------------------------------------------- | --- | --- |
| ja   | Datei hochladen | Befestigte Siedlung des Neolithikums HERIS-ID: 59003 Objekt-ID: 69930                | Im langen Radgraben Standort KG: Großrußbach             | Die linearbandkeramische Grabenanlage von Großrußbach-Weinsteig lag westlich des Rußbachs auf einem nach Nordwesten vorspringenden Geländerücken nordöstlich von Weinsteig. Die annähernd rechteckige Grabenanlage hat eine Länge von 700 m und eine größte Breite von 330 m, der Graben ist durchschnittlich 3 bis 4 m breit. Die Innenfläche des rechteckigen Erdwerks beträgt rund 21,5 ha, die Gesamtfläche wurde auf 35 ha geschätzt. Es handelt sich damit um das zum damaligen Zeitpunkt (2002) größte bekannte Erdwerk der Linearbandkeramik. Das Erdwerk ist seit den 1970er-Jahren bekannt und luftbildarchäologisch dokumentiert. 1994 und 1998 wurden Teile der Anlage geomagnetisch erforscht, dabei wurden auch Spuren neolithischer Langhäuser gefunden. Eine erste Grabung zur Untersuchung des Grabens erfolgte 1997 und bestätigte den vermuteten Sohlgraben. Bei der Grabung wurde ausschließlich frühneolithisches Material (Keramik, Tierknochen, ein Reibsteinfragment und gebrannter Lehm) gefunden, was die Datierung in die jüngere Linearbandkeramik (Scherben mit Notenkopfkeramik) bestätigte. Die Fundstellen erstreckten sich über die Katastralgemeinden Großrußbach und Weinsteig. | BDA-Hist.: Q38085572 Status: Bescheid Stand der BDA-Liste: 2025-06-30 Name: Befestigte Siedlung des Neolithikums GstNr.: 1405, 1412, 1414, 1415, 1416, 1417, 1418, 1419, 1420, 1423, 1430, 2173, 2174 Grabenanlage Großrußbach-Weinsteig |
| ja   | Datei hochladen | Flur-/Wegkapelle HERIS-ID: 5019 Objekt-ID: 879 marterl.at: 9014                      | bei Schloßbergstraße 33 Standort KG: Großrußbach         | Am östlichen Ortsausgang steht eine Wegkapelle aus dem Jahr 1749. Der pilastergegliederte Halbrundbau wird von einem Schweifgiebel bekrönt. Im Inneren befindet sich hinter einem Abschlussgitter eine Maria-Immaculata-Statue, die am Sockel eine Inschrift trägt: „Sigismund Mayr Ex Voto 1749“. | BDA-Hist.: Q38134922 Status: Bescheid Stand der BDA-Liste: 2025-06-30 Name: Flur-/Wegkapelle GstNr.: 508 Wegkapelle (Großrußbach) |
| ja   | Datei hochladen | Kath. Pfarrkirche hl. Valentin HERIS-ID: 5017 Objekt-ID: 877                         | Weichselbergweg 1 Standort KG: Großrußbach               | Die Pfarrkirche hl. Valentin – eine dreischiffige Staffelkirche mit Südturm – wurde ursprünglich als Wehrkirche angelegt. Der Außenbau zeigt unverputztes Bruchsteinmauerwerk. Die Fassade des dreijochigen Langhauses aus der Mitte des 15. Jahrhunderts ist durch abgetreppte, übergiebelte Strebepfeiler in der Mitte und an den Ecken gegliedert. Die Kirche ist durch ein profiliertes Schulterbogenportal zugänglich. Darüber liegen ein vierbahniges Maßwerkfenster, vier kleeblattbogig geschlossene Spitzfenster sowie ein kleines Rundbogenfenster im Scheitel. Die Fenster des Seitenschiffs sind mit zweibahnigem Maßwerk ausgestattet. Im Norden ist ein vermauertes Spitzbogenportal zu sehen und im Süden Strebepfeiler und ein Rechteckportal. Der Bau ist durch ein Satteldach gedeckt. Der wohl in der zweiten Hälfte des 14. Jahrhunderts errichtete Chor ragt zwischen Turm und Sakristei heraus. Der spätgotische Südturm hat Schlitzfenster und zuoberst Spitzbogenmaßwerkfenster. Sein Aufsatz mit Zwiebelhelm wurde 1948 erneuert. Nördlich erhebt sich im Anschluss an das Seitenschiff ein kapellenartiger Anbau mit Eckverstärkungspfeilern und einem dreibahnigen Maßwerkfenster.      | BDA-Hist.: Q21515783 Status: § 2a Stand der BDA-Liste: 2025-06-30 Name: Kath. Pfarrkirche hl. Valentin GstNr.: 1 Pfarrkirche (Großrußbach)                                                                                               |
| ja   | Datei hochladen | Nischenkapelle, hl. Johannes Nepomuk HERIS-ID: 5016 Objekt-ID: 876 marterl.at: 10021 | Schlossbergstraße 8 Standort KG: Großrußbach             | An der Hofmauer des Schlosses befindet sich ein spätbarocker, mächtiger Nischenbreitpfeiler mit Pilastergliederung und Sprenggiebel, der eine Statue des hl. Johannes Nepomuk beherbergt. Das Denkmal wurde in der Mitte des 18. Jahrhunderts errichtet. | BDA-Hist.: Q38134252 Status: § 2a Stand der BDA-Liste: 2025-06-30 Name: Nischenkapelle, hl. Johannes Nepomuk GstNr.: 113 |
| ja   | Datei hochladen | Bildstock HERIS-ID: 5018 Objekt-ID: 878 marterl.at: 9019                             | Standort KG: Großrußbach                                 | Das sogenannte Flandorferkreuz an der Straße von Großrußbach nach Weinsteig hat einen breiten rechteckigen Sockel, der an der Vorderseite ein Zitat aus der Bibel (Epheser 1,7 ) und das Jahr der Einweihung 1866 als Inschrift zeigt. Darauf ruht ein Aufbau mit einer tiefen Nische, die in ihrem Inneren eine Kreuzigungsgruppe mit Maria und Johannes beherbergt. Unterhalb der Nische ist ein weiteres Bibelzitat (Matthäus 19,17 ) sowie ein Bittgebet zu sehen. Das Denkmal wurde aus Dank für das Ende einer Cholera-Epidemie errichtet. 2018 wurde es saniert. | BDA-Hist.: Q38134560 Status: § 2a Stand der BDA-Liste: 2025-06-30 Name: Bildstock GstNr.: 1971 Bildstock (Großrußbach) |
| ja   | Datei hochladen | Großrußbach – Anlage Schloss HERIS-ID: 5020 Objekt-ID: 880                           | Schloßbergstraße 8 (Schloß) Standort KG: Großrußbach     | Das unterhalb der Pfarrkirche gelegene Schloss in Großrußbach ist eine gestaffelte zweigeschoßige Vierflügelanlage, die 1980/1981 durch die Ergänzung der im Kern dem 15./16. Jahrhundert angehörenden und 1739 barockisierten Zweiflügelanlage des ehemaligen Pfarrhofs um zwei weitere Flügel entstanden ist. Das Schloss ist durch eine barocke Mauer und Portalanlage mit einem zweigeschoßigen Zweiflügelbau von 1948–1953 verbunden. An dem vom vorbarocken Baukern stammenden Südwesttrakt wurde 1980 eine Mäanderritzgliederung aus der zweiten Hälfte des 16. Jahrhunderts freigelegt. | BDA-Hist.: Q33084040 Status: Bescheid Stand der BDA-Liste: 2025-06-30 Name: Großrußbach – Anlage Schloss GstNr.: 6, 9, 10, 11, 113, 3/3 Schloss Großrußbach                                                                              |
| ja   | Datei hochladen | Bildstock HERIS-ID: 5004 Objekt-ID: 864 marterl.at: 9032                             | Hintausweg 54, gegenüber Standort KG: Hipples            | Am südlichen Ortsausgang von Hipples steht ein spätgotischer, achtseitiger Tabernakellichtpfeiler des späten 15. Jahrhunderts. Er hat ein aus Wimpergen gebildetes Tabernakelgehäuse mit kielbogigen Maßwerköffnungen, das von einer Pyramidenspitze bekrönt wird. | BDA-Hist.: Q38131983 Status: § 2a Stand der BDA-Liste: 2025-06-30 Name: Bildstock GstNr.: 431/1 Bildstock (Hipples) |
| ja   | Datei hochladen | Ortskapelle HERIS-ID: 5006 Objekt-ID: 866                                            | Kapellenweg 30, gegenüber Standort KG: Hipples           | Die im Westen über dem Dorf gelegene Ortskapelle von Hipples ist ein halbkreisförmiger, faschengegliederter Spätbarockbau mit geschwungenem Giebel, Zwiebelhelmtürmchen und Rundbogenfenstern. Der Innenraum verfügt über eine Wandfeldgliederung durch Faschen und eine gekehlte Flachdecke. Zur Ausstattung zählen eine barocke Schnitzfigur des hl. Rochus sowie ein byzantinisierendes Gnadenbild der hl. Maria mit Kind. | BDA-Hist.: Q38132438 Status: § 2a Stand der BDA-Liste: 2025-06-30 Name: Ortskapelle GstNr.: 399 Ortskapelle (Hipples) |
| ja   | Datei hochladen | Schlossanlage Karnabrunn HERIS-ID: 5010 Objekt-ID: 870                               | Am Schlossber 1 u. a. Standort KG: Karnabrunn            | Schloss Karnabrunn ist ein Wasserschloss, das gegen Ende des 17. Jahrhunderts von Graf Julius Friedrich Bucelleni unter Verwendung eines älteren Baus ausgebaut wurde. Im 18. Jahrhundert wurde die Anlage verändert. Von den Wehreinrichtungen sind der Burggraben, im Norden und Süden Eckbastionen und Türmchen erhalten. Im Süden führt eine Brücke vom Burggraben zur Hauptfassade. Das Schloss selbst ist ein dreigeschoßiger kastenförmiger Bau um einen kleinen rechteckigen Hof. Anmerkung: Das Objekt umfasst auch die Nebengebäude gegenüber dem Schloss. | BDA-Hist.: Q38133288 Status: Bescheid Stand der BDA-Liste: 2025-06-30 Name: Schlossanlage Karnabrunn GstNr.: 103, 105, 110, 111, 112 Schloss Karnabrunn                                                                                  |
| ja   | Datei hochladen | Pfarrhof HERIS-ID: 5007 Objekt-ID: 867                                               | Hauptstraße 60 Standort KG: Karnabrunn                   | Der Pfarrhof von Karnabrunn ist ein zweigeschoßiger Bau mit Walmdach, der im Kern aus dem späten 16./frühen 17. Jahrhundert stammt und in jüngerer Zeit erneuert wurde. Innen sind zum Teil Kreuzgratgewölbe zu sehen. | BDA-Hist.: Q38132591 Status: § 2a Stand der BDA-Liste: 2025-06-30 Name: Pfarrhof GstNr.: 134 Pfarrhof (Karnabrunn) |
| ja   | Datei hochladen | Kreisgrabenanlage Karnabrunn HERIS-ID: 5021 Objekt-ID: 881                           | Knofling Standort KG: Karnabrunn                         | Durch archäologische Ausgrabungen wurde bei Karnabrunn eine Kreisgrabenanlage aus dem Mittelneolithikum nachgewiesen. | BDA-Hist.: Q38136295 Status: Bescheid Stand der BDA-Liste: 2025-06-30 Name: Kreisgrabenanlage Karnabrunn GstNr.: 849 |
| ja   | Datei hochladen | Kath. Pfarrkirche Allerheiligste Dreifaltigkeit HERIS-ID: 5008 Objekt-ID: 868        | Kirchenweg 1 Standort KG: Karnabrunn                     | Die durch Graf Friedrich Julius Bucceleni in den Jahren 1684 bis 1686 in Karnabrunn errichtete Pfarrkirche Allerheiligste Dreifaltigkeit ist ein frühbarocker, lisenengegliederter Bau, der sich über einem kreuzförmigen Grundriss erhebt und durch ein Kreuzwalmdach gedeckt ist. Ihr wuchtiger, zweigeschoßiger Turm hat ein geknicktes Pyramidendach. Das Hochaltarbild, die Seitenaltäre und die stuckmarmorne Verkleidung des Presbyteriums stammen aus der zweiten Hälfte des 18. Jahrhunderts. | BDA-Hist.: Q38132809 Status: § 2a Stand der BDA-Liste: 2025-06-30 Name: Kath. Pfarrkirche Allerheiligste Dreifaltigkeit GstNr.: 741 Pfarrkirche (Karnabrunn)                                                                             |
| ja   | Datei hochladen | Figur hl. Johannes Nepomuk HERIS-ID: 5009 Objekt-ID: 869 marterl.at: 9064            | Hauptstraße 31, gegenüber Standort KG: Karnabrunn        | Eine Nepomukstatue aus der ersten Hälfte des 18. Jahrhunderts steht nächst dem Schloss Karnabrunn. | BDA-Hist.: Q38133077 Status: § 2a Stand der BDA-Liste: 2025-06-30 Name: Figur hl. Johannes Nepomuk GstNr.: 108 Hl Nepomuk (Karnabrunn)                                                                                                   |
| ja   | Datei hochladen | Stiegenanlage zur Kirche HERIS-ID: 21545 Objekt-ID: 17865 marterl.at: 10170          | Karnabrunn-Obenaus 1, bei Standort KG: Karnabrunn        | Östlich vom Pfarrhof führt eine mit Steinplastiken besetzte Treppe zur Kirche. Die Sandsteinfiguren auf Sockeln stellen die Heiligen Aloysius (?), Antonius, Johannes Nepomuk, Maria, eine weibliche Heilige und Felix von Cantalice dar. | BDA-Hist.: Q37863294 Status: § 2a Stand der BDA-Liste: 2025-06-30 Name: Stiegenanlage zur Kirche GstNr.: 738 Stiegenanlage (Karnabrunn)                                                                                                  |
| ja   | Datei hochladen | Friedhofskapelle, Torbau HERIS-ID: 21546 Objekt-ID: 17866 marterl.at: 12263          | Standort KG: Karnabrunn                                  | Die in der Mitte des 17. Jahrhunderts errichtete Friedhofskapelle erhielt 1843 eine neue Eindeckung für Gruft, Totenkammer und Kapelle. Eine Renovierung erfolgte 2005 durch die Dorferneuerung Karnabrunn. Zwei Inschriftentafeln weisen auf Personen hin, die hier ihre letzte Ruhestätte fanden: Peter Graf von Bolza († 1817) und Ludwig von Hacque († 1802). | BDA-Hist.: Q37863304 Status: § 2a Stand der BDA-Liste: 2025-06-30 Name: Friedhofskapelle, Torbau GstNr.: 736 Friedhofskapelle (Karnabrunn)                                                                                               |
| ja   | Datei hochladen | Hausberg Kleinebersdorf HERIS-ID: 5022 Objekt-ID: 882                                | Hinterm Hausberg Standort KG: Kleinebersdorf             | Am südlichen Ortsende von Kleinebersdorf befinden sich die Reste einer von einem doppelten Graben und einem dreifachen Wall umgebenen, stark zerstörten Hausberganlage. | BDA-Hist.: Q38136686 Status: Bescheid Stand der BDA-Liste: 2025-06-30 Name: Hausberg Kleinebersdorf GstNr.: 790, 791, 792, 793, 794, 789 Hausberg Kleinebersdorf                                                                         |
| ja   | Datei hochladen | Ortskapelle hl. Antonius HERIS-ID: 5015 Objekt-ID: 875                               | Kapellenweg 6 Standort KG: Kleinebersdorf                | Die erhöht im Nordwesten von Kleinebersdorf gelegene Ortskapelle hl. Antonius ist ein schlichter, rund geschlossener Bau von 1738 mit Faschengliederung, Flachbogenfenstern und einem Giebelreiter. Der Innenraum hat eine Gliederung durch Pilaster und Gesims sowie eine moderne Flachdecke aus Holz. Die Empore mit Balustrade wurde im 19. Jahrhundert angefertigt. Der Altar in der Konche verfügt über eine Säulenädikula mit geschwungenem Giebelaufsatz aus der Zeit um 1740, ein Altarbild des hl. Antonius von Padua und ein barockisierendes Kruzifix. | BDA-Hist.: Q38134048 Status: § 2a Stand der BDA-Liste: 2025-06-30 Name: Ortskapelle hl. Antonius GstNr.: 158 Ortskapelle (Kleinebersdorf)                                                                                                |
| ja   | Datei hochladen | Befestigte Siedlung des Neolithikums HERIS-ID: 60247 Objekt-ID: 72412                | Mühlfeld Standort KG: Weinsteig                          | Die Fundstellen erstreckten sich über die Katastralgemeinden Großrußbach (Beschreibung siehe dort) und Weinsteig. | BDA-Hist.: Q38091186 Status: Bescheid Stand der BDA-Liste: 2025-06-30 Name: Befestigte Siedlung des Neolithikums GstNr.: 351/1, 351/2 Grabenanlage Großrußbach-Weinsteig                                                                 |
| ja   | Datei hochladen | Kath. Filialkirche hll. Petrus und Paulus HERIS-ID: 5003 Objekt-ID: 863              | Kirchenweg 3, gegenüber Standort KG: Weinsteig           | Die am Nordrand von Weinsteig gelegene Filialkirche hll. Petrus und Paulus ist eine gotische Saalkirche, die 1672 barockisiert wurde. Ihre Westfassade wird von einem sich über dem Traufgesims erhebenden Dreieckgiebel bekrönt. Das Portal ist aus verschiedenen Teilen zusammengesetzt: seitlich kannelierte Pilaster, statt Gebälk der Teil einer Grabinschrift sowie ein Steinputto. Das Langhaus wird im Norden von Strebepfeilern gestützt, ebenso wie der aus dem 14. Jahrhundert stammende, polygonal geschlossene Chor. Südlich am Langhaus erhebt sich über einem quadratischen Grundriss ein Turm mit rundbogigen Schallfenstern und Zeltdach. Am Chor befindet sich unter einem Schieferdach die eingeschoßige Sakristei. | BDA-Hist.: Q38131698 Status: § 2a Stand der BDA-Liste: 2025-06-30 Name: Kath. Filialkirche hll. Petrus und Paulus GstNr.: 261 Filialkirche (Weinsteig)                                                                                   |
| ja   | Datei hochladen | Befestigte Siedlung Kunderstal HERIS-ID: 5002 Objekt-ID: 862                         | Kunderstal Standort KG: Wetzleinsdorf                    | Bei Wetzleinsdorf gibt es Siedlungsreste vom Neolithikum bis in die Hallstattzeit. Im Bereich der Ziegelei gelang die Ausgrabung einer ausgedehnten Siedlung aus dem Mittelneolithikum. | BDA-Hist.: Q38131577 Status: Bescheid Stand der BDA-Liste: 2025-06-30 Name: Befestigte Siedlung Kunderstal GstNr.: 856, 869, 870, 872/1, 874, 876/1, 876/2, 877, 878, 895, 896, 901, 902, 903, 904, 905, 906, 907/1, 907/2               |
| ja   | Datei hochladen | Bildstock HERIS-ID: 5013 Objekt-ID: 873                                              | nordwestlich Rußbachstraße 20 Standort KG: Wetzleinsdorf | Östlich von Wetzleinsdorf steht an der Straße nach Großrußbach ein historistischer, spitzgiebeliger Nischenbreitpfeiler aus dem Jahr 1903. | BDA-Hist.: Q38133698 Status: § 2a Stand der BDA-Liste: 2025-06-30 Name: Bildstock GstNr.: 994 Bildstock (Wetzleinsdorf) |
| ja   | Datei hochladen | Ortskapelle hl. Apollonia HERIS-ID: 5014 Objekt-ID: 874                              | Naglerner Straße 8, neben Standort KG: Wetzleinsdorf     | Die der Heiligen Apollonia von Alexandria geweihte Ortskapelle von Wetzleinsdorf ist ein im 1./2. Drittel des 19. Jahrhunderts errichteter, schlichter, innen flachgedeckter Bau mit Halbkreisapsis, Flachbogenfenstern und einem Giebelreiter mit Pyramidenhelm. | BDA-Hist.: Q38133862 Status: § 2a Stand der BDA-Liste: 2025-06-30 Name: Ortskapelle hl. Apollonia GstNr.: 246 Ortskapelle (Wetzleinsdorf)                                                                                                |